# Stazione di Villa Regina-Antiquarium
La stazione di Villa Regina-Antiquarium è una fermata ferroviaria di Torre Annunziata, ubicata lungo la linea della Circumvesuviana Torre Annunziata-Sorrento e gestita dell'EAV.

## Storia e descrizione
Progettata nell'ambito del raddoppio della sede ferroviaria da Torre Annunziata Oplonti a Pompei Scavi-Villa dei Misteri, la stazione, costata 17 milioni di euro, è stata inaugurata dopo sei anni dalla chiusura dei cantieri di costruzione, il 27 giugno 2017, alla presenza di Vincenzo De Luca, presidente della regione Campania, e di Umberto Gregorio, presidente dell'EAV. Si trova nel comune di Torre Annunziata e, con un bacino di utenza di circa 37 000 persone, interessa anche i comuni di Pompei, Boscotrecase e Boscoreale; deve il suo nome alla vicina villa romana, villa Regina, e all'Antiquarium di Boscoreale. In origine la stazione, prima di ricevere la denominazione ufficiale, era indicata con il nome di Madonna dei Flagelli, vista la vicinanza al santuario della Madonna Liberatrice dai Flagelli situato in via Gesuiti a Boscoreale.
Il fabbricato, provvisto di biglietteria, sorge a livello del piano stradale, mentre la sede ferroviaria è sopraelevata: la fermata è dotata di due binari passanti, serviti da due banchine collegate da un sottopassaggio e ascensori. Presente un parcheggio esterno dotato di 120 posti.

## Servizi
La stazione dispone di:
- Biglietteria a sportello
- Sala d'attesa
- Servizi igienici
- Bar